# 姫路市立広畑中学校
姫路市立広畑中学校（ひめじしりつ ひろはたちゅうがっこう）は、兵庫県姫路市広畑区小松町三丁目にある公立中学校。
略称は「広中」（ひろちゅう）。姫路市立広畑第二小学校が、南側に隣接している。
制服は男子が詰襟、女子がセーラー服。名札の色は学年毎に白、緑、紺色。

## 沿革
戦後の学制改革により姫路市が設置した新制中学校14校のうちのひとつである。1947年3月の姫路市新学制実施準備協議会の第1回会合では広畑・大津・八幡校区に設置する「第十一中学校」の原案が示された。4月2日の第2回会合ではこれを「広畑中学校」と改め、4月7日の第3回会合でもこの案が維持された。
- 1947年（昭和22年）5月10日 - 開校式（日本製鉄広畑青年学校を借用）。
- 1951年（昭和26年） - 新校地として富士製鐵社用地を買収。

## 部活動

### 運動部
- 野球部
- サッカー部
- 女子バレーボール部
- バスケットボール部
- ソフトテニス部
- 剣道部
- 卓球部
- 陸上競技部

### 文化部
- 吹奏楽部
- 放送部
- 美術部
- 箏曲部

## 通学区域
現行は以下2校の小学校区。
- 姫路市立広畑小学校（全域）
- 姫路市立広畑第二小学校（全域）

校区の広畑区南部は、日本製鉄瀬戸内製鉄所広畑地区（旧、新日鐵）の企業城下町として栄え、鉄鋼コンビナートを中心に播磨臨海工業地帯の中核として発展してきた町である。開校時は広畑区、大津区の全域を校区としていたが、1969年に広畑小学校、八幡小学校の両小学校区及び京見町を夢前中学校として分離した。さらに、1987年には大津区の区域を大津中学校として分離した。この際に広畑小学校の区域は、広畑中学校区へと戻っている。

## アクセス
- 山陽電気鉄道網干線広畑駅から北西へ1km、もしくはJR山陽本線はりま勝原駅から南東へ1.4km。

## 主な出身者
- 名倉潤（お笑いタレント：ネプチューン）
- 馬場ゆりか（バレーボール選手：KUROBEアクアフェアリーズ）
- 嘉手苅浩太（プロ野球選手）

## 通学区域が隣接している学校
- 姫路市立飾磨西中学校
- 姫路市立夢前中学校
- 姫路市立朝日中学校
- 姫路市立大津中学校
- 姫路市立網干中学校（海を挟んで隣接）